# 齊藤明雄
齊藤明雄（1955年2月23日—），日本棒球選手、教練，出生於京都府京都市伏見区，曾經效力於日本職棒橫濱大洋鯨隊，於1993年退休，生涯通算128次勝投。